# Liverpool FC (Montevideo)
Liverpool FC je uruguayský fotbalový klub z Montevidea, známý pod přezdívkou Negriazules (Černomodří).

## Historie
Klub byl založen na kapucínské škole v montevidejské čtvrti Belvedere. Jeho název byl inspirován tím, že do nedalekého přístavu vozily uhlí lodě z anglického Liverpoolu. V roce 1920 Liverpool poprvé postoupil do nejvyšší uruguayské soutěže. Odehrál v ní celkově 71 sezón, ale nikdy ji nevyhrál – největším úspěchem bylo druhé místo v letech 1974 a 1995. V roce 2011 si Liverpool poprvé zahrál Pohár osvoboditelů.
Za Liverpool hráli uruguayští reprezentanti Roque Máspoli nebo Jorge Fucile. V roce 1971 klub podnikl úspěšné turné po Evropě, na kterém mimo jiné vyhrál v Brémách 4:1.

### Externí odkazy

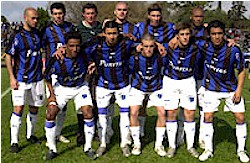
Tým, který vybojoval návrat do ligy v roce 2008